# Susan McBain
Susan McBain, pseudonimo di Suzanne McBain (New York, 13 ottobre 1945), è un'ex attrice pornografica statunitense.

## Biografia
Suzanne McBain nacque in una famiglia benestante. All'età di 11 anni venne molestata sessualmente. Incontrò il futuro marito a 14 anni, e lo sposò a 20. Diede alla luce una coppia di gemelli, ma entrambi i neonati morirono. Dopo la nascita di una bambina, divorziò dal marito. Nella metà degli anni settanta, prima di entrare nell'industria del cinema per adulti, fece qualche comparsata in televisione come modella. Fu il regista Carter Stevens a farla debuttare nel porno con il film Sexual Rollerbabies nel 1976. Come attrice pornografica, divenne una delle presenze fisse in molti film della cosiddetta "Golden Age of Adult Cinema" (l'età d'oro del porno) degli anni settanta, recitando in pellicole quali Barbara Broadcast e Brivido erotico, e venendo diretta da vari registi come Chuck Vincent, Radley Metzger e Gerard Damiano. Oltre al settore dei film a luci rosse, la McBain lavorò anche in produzioni mainstream e nell'industria musicale. Si ritirò dalle scene alla fine degli anni settanta. Nel 1990 è stata introdotta nella XRCO Hall of Fame.

## Riconoscimenti
- 1990 – XRCO Hall of Fame[3]

## Filmografia

### Filmografia pornografica
- Giochi bagnati (For Richer for Poorer), regia di Gerard Damiano (1979)
- Revenge of the Rope Masters, regia di Carter Stevens (1979)
- Doogan's Woman, regia di Richard Mailer (1978)
- One Last Score, regia di Robert Gold (1978)
- Brivido erotico (Maraschino Cherry), regia di Radley Metzger (con lo pseudonimo "Henry Paris") (1978)
- People, regia di Gerard Damiano (1978)
- Two Timer (1977)
- Blue Obsessions (Obsessed), regia di Martin & Martin (1977)
- Barbara Broadcast, regia di Radley Metzger (con lo pseudonimo "Henry Paris") (1977)
- A Coming of Angels, regia di Joel Scott (1977)
- Vizi erotici e... piaceri privati (Virgin Dreams), regia di Zebedy Colt (1977)
- Heat Wave, regia di Cecil Howard (1977)
- Visions, regia di Chuck Vincent (1977)
- Sharon, regia di Thomas Van der Feer (1977)
- Portraits of Pleasure, regia di Bill Bukowski (1977)
- Odyssex - L'impero dei piaceri sessuali (Odyssey: The Ultimate Trip), regia di Gerard Damiano (1977)
- Miss Kinsey's Report, regia di Larry Windsor (1977)
- Sweetheart, regia di Bill Bukowski (1977)
- Teenage Housewife (1976)
- Bad Barbara (1976)
- Voluptuous Predators (1976) (non accreditata)
- Blonde Velvet, regia di Bill Milling (1976)
- Candy Lips, regia di Cecil B. Damill (1976)
- Souperman, regia di Fred J. Lincoln (1976)
- The Farmer's Daughters, regia di Zebedy Colt (1976)
- Sexual Rollerbabies, regia di Carter Stevens (1976)
- Paying for It, regia di Richard Mailer (1976) (non accreditata)

### Filmografia tradizionale
- Blue Nude, regia di Luigi Scattini (1978)